# Reemt Kronhardt

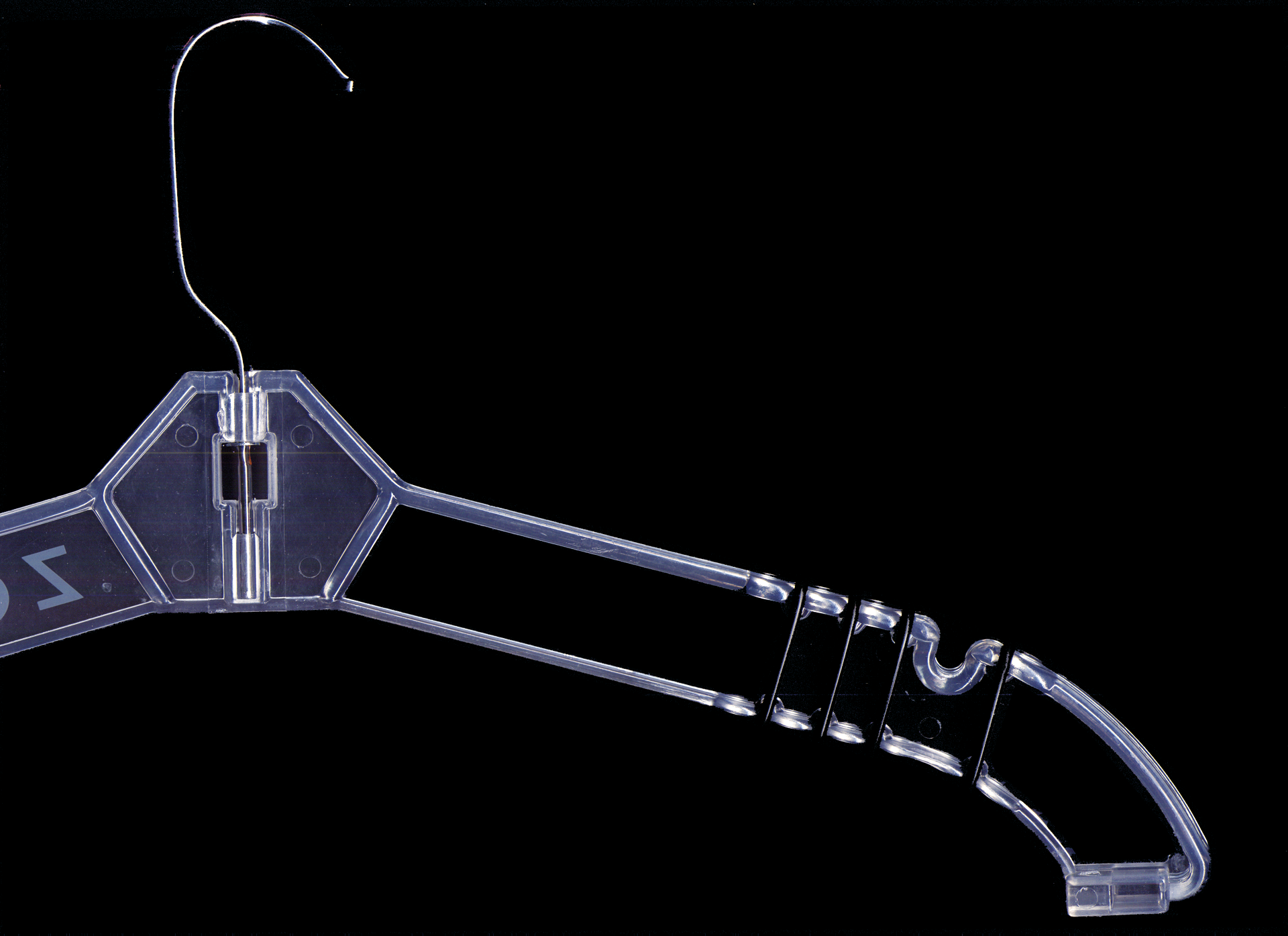
Zero Kleiderbügel

Reemt Kronhardt (* 4. Oktober 1958 in Delmenhorst) ist ein deutscher Designer.

## Leben
Kronhardt studierte ab 1981 an der Universität / Gesamthochschule Essen im Fachbereich 4 Industrial Design bei Lengyel.
1984 machte er sich mit seinem eigenen Unternehmen „KRONHARDT DESIGN“ selbständig. 1986 entwickelte Reemt Kronhardt zusammen mit dem Industrial Designer Gerhard Masanetz für das Modeunternehmen ZERO einen Kleiderbügel, für dessen technische Funktionen ein Patent erwirkt wurde. Des Weiteren wurde die Formgebung als Geschmacksmuster geschützt.